# Karl Johan Svensson
Karl Johan Svensson (Solna, Estocolm, 12 de març de 1887 – Estocolm, 20 de gener de 1964) va ser un gimnasta suec que va competir a primers del segle xx.
El 1908 va disputar els Jocs Olímpics de Londres, en què va guanyar la medalla d'or en la prova del concurs complet per equips, com a membre de l'equip suec.
Quatre anys més tard, a Estocolm guanyà una nova medalla d'or en el concurs per equips, sistema suec del programa de gimnàstica.